# Петцольд, Курт
Курт Пе́тцольд (нем. Kurt Pätzold; 3 мая 1930, Бреслау — 18 августа 2016, Берлин) — немецкий историк-марксист.

## Биография
В 1948—1953 годах изучал историю, философию и политэкономию в Йенском университете. В 1963 году защитил докторскую диссертацию. В 1973 году получил звание доцента в Берлинском университете и преподавал в университете до 1992 года. Являлся заведующим кафедрой истории Германии.
Регулярно выступал автором статей для газеты Junge Welt и являлся научным советником Фонда Розы Люксембург. Специализировался на истории фашизма, тенденциям в историческом ревизионизме и истории антисемитизма и Холокоста. Вместе с постоянным соавтором Манфредом Вайсбеккером выпустил труд по истории НСДАП и биографию Рудольфа Гесса. В последние годы жизни работал над темой начала и причин Второй мировой войны.
В ходе «спора историков ФРГ» в 1986—1987 годах вместе с другим восточногерманским историком Куртом Госсвайлером, как пишет Л. Корнева, «напомнили, что преступный характер нацизма вытекал из его империалистической сути. Они критиковали возрождение старых реакционных взглядов на нацизм как народное движение и реанимацию тезиса о превентивном характере войны фашистской Германии против СССР».
Отец троих детей. Умер от рака.